# Cypripedium farreri
Cypripedium farreri är en orkidéart som beskrevs av William Wright Smith. Cypripedium farreri ingår i släktet guckuskor, och familjen orkidéer. IUCN kategoriserar arten globalt som starkt hotad. Inga underarter finns listade i Catalogue of Life.